# 25656 Bejnood
25656 Bejnood este un asteroid din centura principală de asteroizi.

## Descriere
25656 Bejnood este un asteroid din centura principală de asteroizi. A fost descoperit pe 5 ianuarie 2000 la Socorro, New Mexico, în cadrul proiectului LINEAR. Asteroidul prezintă o orbită caracterizată de o semiaxă mare de 2,87 ua, o excentricitate de 0,11 și o înclinație de 2,1° în raport cu ecliptica.